# Institut Ciutat de Balaguer
L'Institut Ciutat de Balaguer és un Institut d'Educació Secundària de la ciutat de Balaguer, capital de la comarca de la Noguera, a la província de Lleida. Els ensenyaments impartits a l'Institut són ESO i batxillerat. El 2004, el centre va celebrar el seu 50è aniversari.
El 1952 es comunicava oficialment la creació a Balaguer de l'Instituto Laboral de Balaguer, modalidad agrícola-ganadera. Mentre es construïa el centre, les activitats lectives es varen desenvolupar, provisionalment, al convent dels pares franciscans, fins que el 1955, es va poder inaugurar l'edifici. El curs 1971-1972 l'institut rebia el nom d'Instituto de Enseñanza Media. Poc després de l'entrada en vigor de la LOGSE es va iniciar la renovació del centre i l'adequació dels espais als nous temps. Va ser aleshores quan l'institut va ser nomenat IES Ciutat de Balaguer.
El 2018 l'alumnat de quart d’ESO de l'Institut es va constituir com la primera cooperativa d’alumnes de Lleida, amb la finalitat d’aplicar sistemes de funcionament al centre, més col·laboratius i solidaris, i treballar de forma assembleària i autogestionada. Un dels objectius declarats de la cooperativa va ser l’autofinançament.
Entre l'exalumnat de l'institut hi ha algunes personalitats del món de l’art, de la comunitat científica o de la política, com ara, l'advocat i polític Josep Antoni Duran i Lleida.